# Vantoux
 Vantoux  es una población y comuna francesa, en la región de Lorena, departamento de Mosela, en el distrito de Metz-Campagne y cantón de Montigny-lès-Metz.

## Demografía
| 312 | 310 | 517 | 474 | 725 | 808 |
| Para los censos de 1962 a 1999 la población legal corresponde a la población sin duplicidades (Fuente: INSEE [Consultar]) |     |     |     |     |     |